# 中國太平保險集團
中國太平保險集團有限责任公司（英語：China Taiping Insurance Group Limited），簡稱中國太平保險集團，是中國一家國有保險集團。旗下上市公司為中國太平保險控股有限公司，於2000年6月29日上市；而另一間上市子公司民安（控股）已被私有化。而總部位於北京市西城路广成街4号院2号楼3-905室。董事長及總裁分別為王濱和宋曙光。

## 歷史
於1929年當時由金城银行於上海設立保險業務，直至1949年劃歸當時中國人民保險公司旗下。
1949年5月底上海市解放后，私人华商保险公司63家在中国人民解放军上海市军事管制委员会财政经济接管部金融接管处保险组的组织下，联合起来成立民联分保交换处，各公司把承保的业务集中交给民联，然后再分回来，集体承担风险，集中办理自留后的分保；民联自己的限额不够时，就分给中国人民保险公司；中保如果接受不下，再由中保统一分给外国公司，主要是分给英国再保险市场。1951年底、1952年初，25家私营公司组成了太平保险公司和新丰保险公司，由中国人民保险公司各投入一半以上的资金。1956年“太平”和“新丰”合并，考虑到“太平”原在私营保险公司中规模最大，又是由金城银行、盐业银行、大陆银行、中南银行等银行投资的保险公司组成，并在香港、台湾、新加坡等地设有分支机构，新公司定名为公私合营太平保险公司，总部迁到北京。新公司停止办理国内业务，专门负责管理原太平保险公司的海外机构。至此，对保险业的社会主义改造全面完成。原太平保险公司副总经理丁雪农曾经海外机构归其领导，未获同意，丁去了台湾。
1999年，中国人民保险（集团）公司（舊人保集團）實施重組，分立中国人民保险公司（新的人保集團，初期只經營财产保险）、中國人壽集團及中再集團為獨立集團，原人保海外業務則改劃予中国保险股份有限公司。2006年中国保险股份有限公司更回原名中国太平保险集团公司（一說2009年獲得批准）。

## 業務
主要業務在全球經營寿险、产险、养老保险、再保险、再保险经纪及保险代理、证券经纪、资产管理和非金融投资。

## 外部連結
- 官方网站